# Filopodio
Para los filopodios de los protistas, véase Seudópodo.

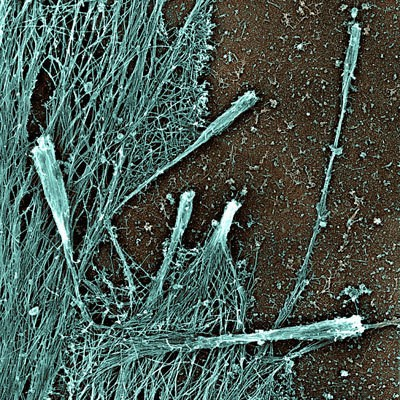
Esta micrografía electrónica muestra filopodios exagerados con una forma baciliforme inducida por la formina mDia2 en cultivos celulares. Estos filopodios están rellenos de haces de filamentos de actina en los que ha surgido en convergencia con la red de lamelipodios.

Los filopodios (en algunos textos denominados microespículas) son proyecciones  citoplasmáticas delgadas similares a lamelipodios que se extienden desde el extremo directriz de células en migración. Contienen filamentos de actina entrecruzados en haces mediante proteínas de unión a actina, como por ejemplo la fimbrina. Los filopodios forman adhesiones locales con el sustrato, afirmándolo a la superficie celular. Algunas células migran por superficies extendiendo filopodios por su extremo directriz. Los filopodios se anclan al sustrato avanzando dirigidas por su ruta de migración, y seguidamente las fibras de estrés retraen la parte posterior de la célula para propulsarla hacia adelante.
La activación de la familia Rho de GTPasas relacionadas con la proteína Ras, en particular  cdc42 y sus intermediarios corriente abajo producen el ensamblaje de fibras de actina. Los factores de crecimiento se unen a receptores de tirosín-quinasas, lo que produce la polimerización de los filamentos de actina, los cuales, cuando se entrecruzan, constituyen los elementos del citoesqueleto que soportan los filopodios. La actividad de Rho también produce la activación del grupo ezrina-moesina-radixina, lo cual estimula la unión de los filamentos de actina a la membrana filopodial.
En la cicatrización de las heridas de vertebrados, los factores de crecimiento estimulan la formación de filopodios en los fibroblastos en los que controla su división, esencial para la cicatrización. 

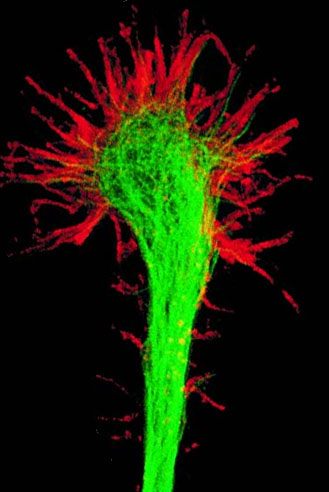
Filopodios con fibras de actina (en rojo) en un Cono neurítico.

En las neuronas en desarrollo, los filopodios se extienden a partir del cono de crecimiento neural en su extremo directriz. En las neuronas carentes de filopodios, la eliminación de los filamentos de actina hace que la extensión del cono de crecimiento continúe normalmente, pero la dirección del crecimiento se distorsiona y es altamente irregular.